# Crepis serawschanica
Crepis serawschanica là một loài thực vật có hoa trong họ Cúc. Loài này được B.Fedtsch. mô tả khoa học đầu tiên năm 1912.